# Phaeoparia lineaalba
Phaeoparia lineaalba är en insektsart som först beskrevs av Carl von Linné 1758.  Phaeoparia lineaalba ingår i släktet Phaeoparia och familjen Romaleidae.

## Underarter
Arten delas in i följande underarter:
- P. l. deludens
- P. l. deceptrix
- P. l. lineaalba